# Dzîhivka, Iampol
Dzîhivka (în ucraineană Дзигівка) este localitatea de reședință a comunei Dzîhivka din raionul Iampol, regiunea Vinița, Ucraina.

## Demografie
Componența lingvistică a localității Dzîhivka
     Ucraineană (98,69%)
     Alte limbi (1,25%)
Conform recensământului din 2001, majoritatea populației localității Dzîhivka era vorbitoare de ucraineană (98,69%), existând în minoritate și vorbitori de alte limbi.